# Limnephilus parvulus
Limnephilus parvulus är en nattsländeart som först beskrevs av Banks 1905.  Limnephilus parvulus ingår i släktet Limnephilus och familjen husmasknattsländor. Inga underarter finns listade i Catalogue of Life.